# Âme (film)
Pour les articles homonymes, voir Âme (homonymie).
Pour plus de détails, voir Fiche technique et Distribution.
Âme (en russe : Душа, Doucha) est un film musical et dramatique soviétique de 1981 écrit par Aleksandre Borodyanski et réalisé par Aleksandre Stefanovitch (ru).  

## Synopsis
Une jeune chanteuse, Viktoria Svobodina, jouit d'une grande renommée en Union soviétique alors que le groupe avec lequel elle se produit sur scène reste dans l’ombre. Au cours d’un concert musicale, le groupe décide de couper le son mais elle va continuer à chanter les paroles les modifiants en total improvisation.

## Fiche technique
- Titre original : Ducha
- Titre français : Âme
- Réalisation : Aleksandre Stefanovitch (ru)
- Scénario : Aleksandre Borodyanskiy et Aleksandre Stefanovitch (ru)
- Musique originale : Andreï Makarevitch et Aleksandre Zatsepine
- Photographie : Vladimir Klimov
- Décors : Alina Spechniova
- Société de production : Mosfilm
- Durée : 93 min
- Pays :  Union soviétique
- Langue : russe et allemand
- Format : couleur
- Date de sortie : 1981

## Distribution
- Sofia Rotaru : Viktoria Svobodina, chanteuse
- Viatcheslav Spesivtsev (ru) : Sergueï, mari de Viktoria
- Rolan Bykov : Albert Grob, agent artistique de Viktoria
- Mikhaïl Boïarski : Vadim Starytchev, guitariste
- Ivars Kalniņš : Karl Norman, traducteur
- Leonid Obolenski : vieil homme sur la plage
- Tatiana Aksiouta (ru) : Marinella Rumpelstamp
- Anatoli Evdokimenko (ru) : directeur d'ensemble musical
- Aleksandre Zatsepine : ingénieur de son
- le groupe musical Machina Vremeni [Machine à remonter le temps] :
- Andreï Makarevitch
- Valeri Efremov (ru) :
- Aleksandre Koutikov (ru) :
- Piotr Podgorodetski (ru) :
- Oganes Melik-Pachaïev (ru) :